# Bình Tuy
Bình Tuy là một tỉnh cũ của Việt Nam Cộng hòa.

## Địa lý

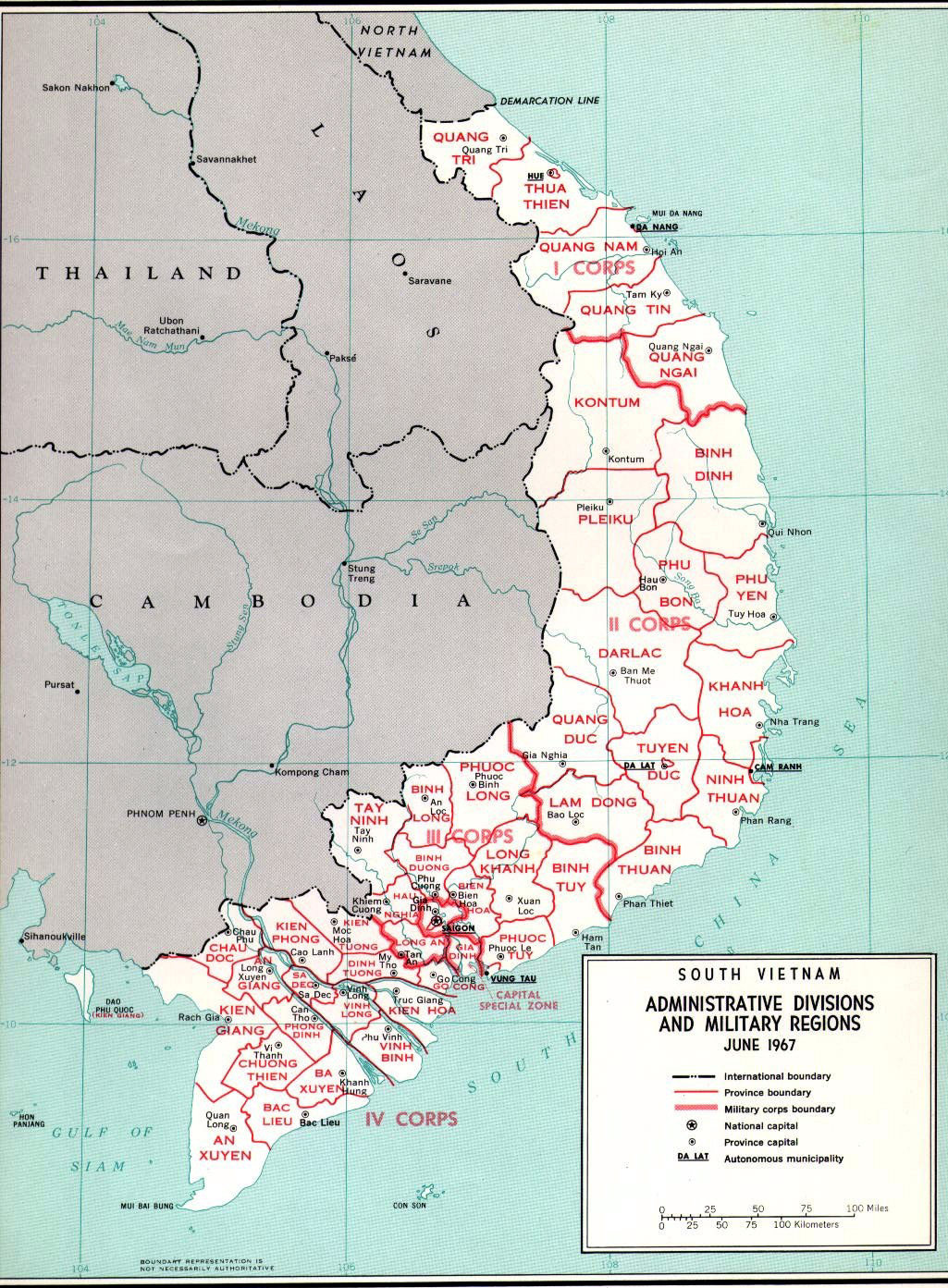
Bản đồ hành chính năm 1967 cho biết địa giới tỉnh Bình Tuy của Việt Nam Cộng hòa

Tỉnh Bình Tuy có vị trí địa lý:
- Phía bắc giáp tỉnh Lâm Đồng
- Phía đông giáp tỉnh Bình Thuận
- Phía nam giáp Biển Đông
- Phía tây giáp tỉnh Long Khánh và tỉnh Phước Tuy.

Tỉnh Bình Tuy có diện tích 3.560 km². Tỉnh lỵ là Hàm Tân (nay thuộc địa bàn thị xã La Gi) gần bờ biển phía nam, cách thành phố Sài Gòn 183 km về hướng đông.

### Dân cư
Dân tộc sinh sống đông nhất ở đây là người Kinh, kế đó đến người Raglai và người Chăm. Các tôn giáo chính tại đây là đạo Thiên Chúa, đạo Phật, đạo Tin Lành, thờ cúng ông bà.
Dân số tỉnh Bình Tuy tính đến năm 1971 là 74.315 người.

### Địa hình
Phía đông bắc tỉnh nhiều rừng núi, các ngọn núi đáng kể là núi M'Hai 1.642 m, núi B'Nom Dan Lu 1.339 m, núi Pacam 1.205 m, núi Nam Hu 1.186 m, núi B'Nom Pang Ko 734 m.
Ở giữa tỉnh gần Tánh Linh có núi Ông cao 1.302 m, núi Đen cao 507 m.
Phía tây và phía nam có những ngọn núi thấp như: núi La A 332 m, núi Dinh (Djinh) 295 m, núi Hok 157 m, núi Giang Cò 352 m, núi Bà 871 m, núi Ky 736 m, núi Đất 166 m, núi Nhọn 570 m, núi Tà Cú 666 m.

### Khí hậu
Khí hậu Bình Tuy giống Bình Thuận, không chênh lệch nhiệt quá lớn. Mùa mưa từ cuối tháng 4 đến đầu tháng 11, mùa khô từ cuối tháng 11 đến giữa tháng 4.

### Sông ngòi
Sông La Ngà là sông chính của tỉnh, chảy từ Lâm Đồng xuống Bình Tuy theo hướng bắc – nam, đi ngang qua quận Tánh Linh, rồi vào địa phận quận Hoài Đức và chảy dọc theo ranh giới với tỉnh Long Khánh, sau đó chảy qua phía bắc Long Khánh để nhập vào sông Đồng Nai. Các chi lưu quan trọng của sông La Ngà: sông Da Rgna, Da R'Gnao và sông Các. Ngoài ra, Bình Tuy còn các sông khác ở phía đông và nam là sông Kabat, sông Phan, sông Dinh, sông Giêng, sông Gia Ót, sông Cỏ Chi, sông Cô Kiều. Và một số suối lớn như: suối Vàng, suối Kiết, suối Tre,... Ở Hiệp Hòa có suối nước nóng trên 70 °C.

## Hành chính
Tỉnh Bình Tuy có 3 quận: Hàm Tân, Hoài Đức, Tánh Linh.

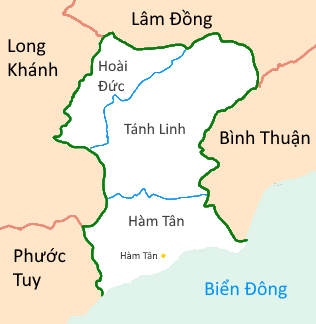
Bản đồ 3 quận của tỉnh Bình Tuy

## Lịch sử
Địa bàn tỉnh Bình Tuy cũ hiện nay tương ứng với thị xã La Gi, các huyện Hàm Tân, Tánh Linh, Đức Linh, một phần các huyện Hàm Thuận Nam, Hàm Thuận Bắc cùng thuộc tỉnh Bình Thuận ngày nay. Như vậy, địa bàn tỉnh Bình Tuy cũ trở thành khu vực thuộc Nam Trung Bộ.
Ngày 22 tháng 10 năm 1956, Tổng thống Việt Nam Cộng hòa Ngô Đình Diệm ban hành Sắc lệnh số 143-NV về việc thành lập tỉnh Bình Tuy trên cơ sở một phần tỉnh Đồng Nai Thượng và vùng Hàm Tân, Hàm Thuận, Tánh Linh của tỉnh Bình Thuận. Tỉnh lỵ đặt tại Hàm Tân (nay là thị xã La Gi).
Năm 1957, tỉnh Bình Tuy có 3 quận:
- Quận Hàm Tân có 4 xã; quận lỵ: Phước Hội, sau dời về Tam Tân (nay thuộc xã Tân Hải)
- Quận Tánh Linh có tổng La Ngà với 4 xã; quận lỵ: Lạc Tánh.
- Quận Bình Lâm có 5 tổng (gồm nhiều thôn, không có xã): Ma Blao, R'Da (Va Pro), Rda, Tala, Quyeon; quận lỵ: Bsa Da Houai.

Sau quận Bình Lâm đổi thành quận Hoài Đức, quận lỵ ở Bắc Ruộng, sau dời về Võ Đắc.
Ngày 20 tháng 9 năm 1975, Bộ Chính trị ban hành Nghị quyết số 245-NQ/TW về việc hợp nhất tỉnh Bình Thuận, tỉnh Bình Tuy và tỉnh Ninh Thuận thành một tỉnh mới, tên gọi tỉnh mới cùng với nơi đặt tỉnh lỵ sẽ do địa phương đề nghị lên.
Ngày 20 tháng 12 năm 1975, Bộ Chính trị ban hành Nghị quyết số 19/NQ về việc hợp nhất tỉnh Bình Thuận, tỉnh Bình Tuy và tỉnh Ninh Thuận thành một tỉnh mới, tên gọi tỉnh mới cùng với nơi đặt tỉnh lỵ sẽ do địa phương đề nghị lên.
Ngày 24 tháng 2 năm 1976, Chính phủ Cách mạng Lâm thời Cộng hòa miền Nam Việt Nam ban hành Nghị định số 3/NQ/1976 về việc hợp nhất tỉnh Bình Thuận, tỉnh Bình Tuy và tỉnh Ninh Thuận thành một tỉnh mới, lấy tên là tỉnh Thuận Hải.
Ngày 26 tháng 12 năm 1991, Quốc hội ban hành Nghị quyết về việc chia tỉnh Thuận Hải thành tỉnh Bình Thuận và tỉnh Ninh Thuận.

## Kinh tế
Ruộng lúa phần lớn có tại vùng đồng bằng phía tây – nam, các hoa màu phụ: ngô, khoai lang, sắn, đậu phụng, vừng, mía,.... Vùng Hoài Đức và Tánh Linh trồng nhiều mía. Mía Trà Tân nổi tiếng. Tỉnh có nhiều rừng với các loại gỗ quý như: gõ, hoàng đàn, trắc, cẩm lai, lá buông và nhiều rừng dầu có cây rất to. Lá buông là được dùng để lợp nhà, dệt đệm, dệt buồm, chắn phên, đan cặp, đan nón, đan vỏ chai rượu. Cọng lá buông dùng đan mành sáo chắn gió. Cành lá buông đập tơ lấy sợi đan thảm. Rừng Bình Tuy cũng có nhiều thú như: voi, cọp, beo, heo rừng, nai,...
Do có nhiều sông và gần bờ biển nên ở đây có nhiều người theo nghề đánh cá và làm nước mắm, ruộng muối.

## Giao thông
Quốc lộ 1 và liên tỉnh lộ 3 là những đường giao thông quan trọng nối liền Bình Tuy với các tỉnh khác. Sân bay có ở tỉnh lỵ Hàm Tân.